# Francis Lacassin

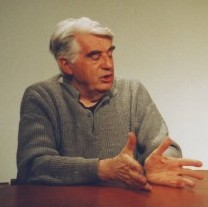
Francis Lacassin en el año 2000

Francis Lacassin fue un periodista, editor, escritor, guionista y ensayista francés, nacido el 18 de noviembre de 1931 en Saint-Jean-de-Valériscle (Gard, Francia), y fallecido el 12 de agosto de 2008 en París. Especialista en cultura popular, contribuyó al reconocimiento de la bande dessinée ("historieta" en francés) y es el inventor de la fórmula «noveno arte» con que se designa al medio. Su apodo más común ha sido «el hombre de los mil prólogos».

## Biografía
En 1962 fundó el Club des bandes dessinées con Alain Resnais y Évelyne Sullerot. A partir de 1964 colaboró en la revista Bizarre, publicada por Jean-Jacques Pauvert. Escribió artículos sobre literatura fantástica y policial en Le Magazine Littéraire, así como para los semanales l'Express y Le Point. Entre 1971 y 1990 ejerció de asesor literario de Christian Bourgois, en la editorial Éditions René Julliard.
Fue el titular del primer "púlpito de historia de la historieta" a partir de 1971, en la universidad París I, puesto que luego sería ocupado por Bernard Trout y Gilles Ciment.
Ha publicado numerosos libros y series, y ha escrito varias prólogos en particular para la editorial Éditions Robert Laffont, en la cual dirigió una colección de libros llamada «Bouquins» a partir de 1982 (es una colección de libros de Eugène Sue, Gustave Le Rouge, Maurice Leblanc o Jack London, pero con comentarios añadidos). También publicó libros de Jean-Louis Bouquet.